# Otto Titan von Hefner

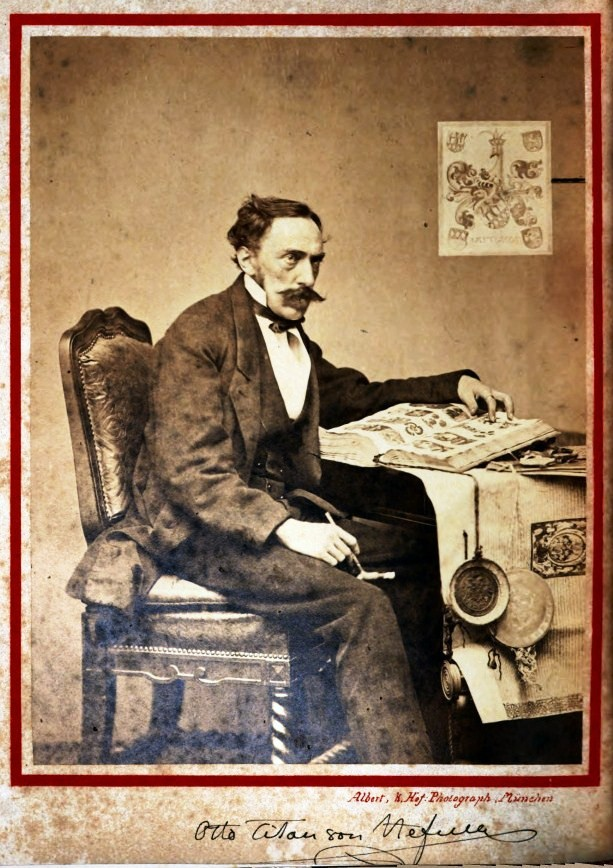
Otto Titan von Hefner (1861)

Otto Titan von Hefner (* 18. Januar 1827 in München; † 10. Januar 1870 ebenda) war ein Münchner Heraldiker.

## Leben
1843 schloss er das (heutige) Wilhelmsgymnasium München mit dem Abitur ab.
Otto Titan entstammte dem bayerischen Adelsgeschlecht Hefner. Er war wie sein Vater Joseph von Hefner (* 1799; † 1862 in München) ein Geschichtsforscher und Wohltäter. Die letzte Ruhestätte beider Hefners ist der alte Südfriedhof von München in einer gemeinsamen Grablage.

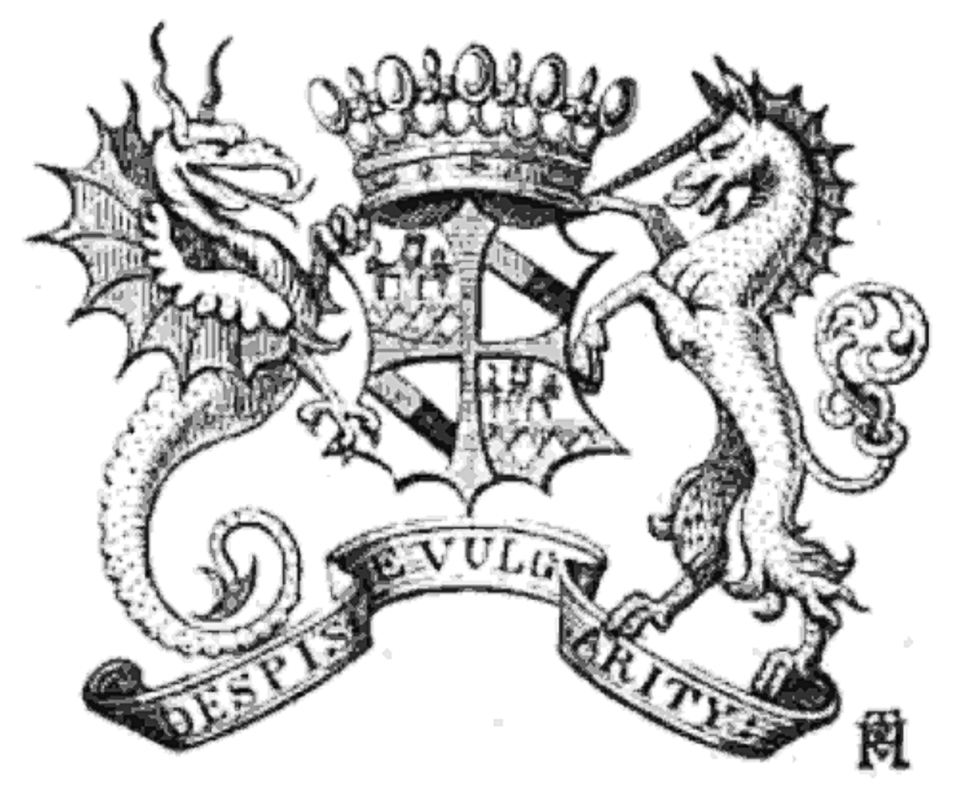
Das von Otto Titan von Hefner geführte, mit dem Wappen der Familie von Ziegler-Pürgen vermehrte Wappen

Hefner heiratete am 26. Juli 1853 Sophie, Tochter des bayerischen Hofrats Judas Thaddäus von Ziegler-Pürgen. Sie hatten fünf Kinder, von denen zwei im Kindesalter starben. Hefner führte in einem von ihm selbst verfassten Buch das hefnerische mit dem Wappen der Familie seiner Frau vermehrt bzw. geviert.
Er war der Hauptherausgeber des Stammbuchs des blühenden und abgestorbenen Adels in Deutschland, das Nachrichten über etwa 35.000 Adelsgeschlechter enthält.
Dieses vierbändige Werk erschien von 1860 an im Verlag von Georg Joseph Manz in Regensburg und enthielt nach Hefners Angaben „alle uns bekanntgewordenen, blühenden oder abgestorbenen Adelsfamilien, welche urkundlich nachgewiesen entweder von deutscher Abstammung oder in Deutschland bedienstet oder begütert waren.“ Ausgenommen waren lediglich die damals regierenden Häuser.
Bei jeder Familie sind nach Möglichkeit angegeben: Heimat; erstes urkundliches Auftreten; Stammvater; Diplomverleihungen und -empfänger; weitere bedeutende Namensträger; bei gleichnamigen auch die Beschreibung des Wappenschildes; Quellen- und Literaturhinweise.
Am 19. Juni 1861 eröffnete Hefner ein von der königlich bayerischen Regierung autorisiertes heraldisches Institut in München.

## Grabstätte

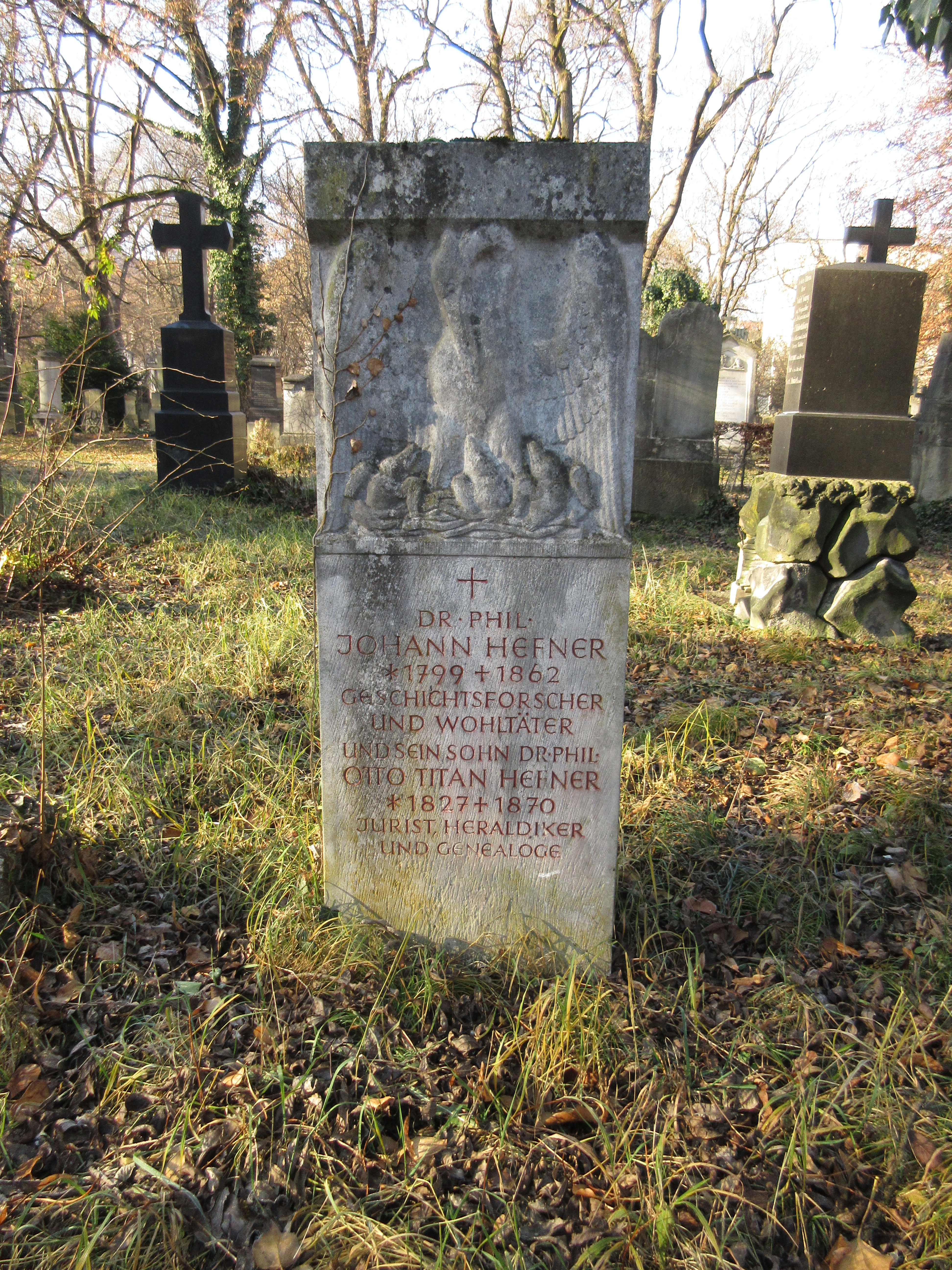
Grab von Otto Titan Hefner auf dem Alten Südlichen Friedhof in München

Die Grabstätte von Otto Titan  Hefner befindet sich auf dem Alten Südlichen Friedhof in München (Gräberfeld 15 – Reihe 7 – Platz 5: Standort).

## Werke  (Auswahl)
- Mecklenburger Adel. Schwerin 1858 (Volltext)
- Die Chronik von Rosenheim. Rosenheim 1860 (Volltext).
- Stammbuch des blühenden und abgestorbenen Adels in Deutschland, herausgegeben von einigen deutschen Edelleuten. Georg Joseph Manz, Regensburg 1860–1866. (Digitalisat)
  - Band 1: A–F. Regensburg 1860 (Volltext, Digitalisat)
  - Band 2: G–L. Regensburg 1863 (Volltext, Digitalisat)
  - Band 3: M–Spann. Regensburg 1865 (Volltext, Digitalisat)
  - Band 4. Spaur–Z. Regensburg 1866 (Volltext, Digitalisat)
- Handbuch der theoretischen und praktischen Heraldik.
  - Teil I: Theoretische Heraldik. München 1861 (Volltext)
- Neues Wappenbuch des blühenden Adels im Königreiche Hannover und im Herzogtume Braunschweig. München 1862 (Volltext)
- Neues Wappenbuch des blühenden Adels im Königreiche Galizien. München 1863 (Volltext)
- Des denkwürdigen und nützlichen Bayerischen Antiquarius. 2 Bände, Heraldisches Inst., Nürnberg 1867
  - Band 1: Der große Adel. Veränd. und mit Zusätzen vers. Ausg. 1867 (Digitalisat)
  - Band 2: Der altbayerische kleine Adel. 1867 (Digitalisat)
- Altbayerische Heraldik. München 1869 (Volltext)
- J. Siebmachers grosses und allgemeines Wappenbuch: in einer neuen, vollst. geordneten und reich vermehrten Auflage mit heraldischen und historisch-genealogischen Erläuterungen
  - Die Wappen der Souveraine der deutschen Bundesstaaten I. 1856 (Digitalisat)
  - Die Wappen der Souveraine der deutschen Bundesstaaten II. 1856 (Digitalisat)
  - Der Adels des Königreichs Bayern I. 1856 (Digitalisat)
  - Der Adels des Königreichs Bayern II. 1856 (Digitalisat)
  - Der Adel des Herzogthums Braunschweig. 1861 (Digitalisat)
  - Der Adels des Königreichs Sachsen. Nürnberg 1857 (Digitalisat)
  - Die Wappen des Schwarzburger und Waldecker Adels. 1860 (Digitalisat)
  - Der Adel der Fürstenthümer Reuß. 1873 (Digitalisat)
  - Die Wappen des Württemberger Adels. 1857 (Digitalisat)
  - Die Wappen des Nassauer Adels. 1856 (Digitalisat)
  - Der Adel der freien Stadt Frankfurt. 1856 (Digitalisat)
  - Der hannöverische Adel. 1870 (Digitalisat)
  - Der Adel des Elsass. 1871 (Digitalisat)
  - Der Adels des Königreichs Preußen. 1857 (Digitalisat)
  - Der Adels des Königreichs Preußen. 1906 (Ergänzungen)
  - Der Adel der freien Städte Hamburg, Bremen und Lübeck. 1871 (Digitalisat)
  - Der Adel des Kurfürstenthums, Grossherzogthums und der Landgrafschaft Hessen. 1857 (Digitalisat)
  - Der Adel des Großherzogthums Oldenburg. (Digitalisat)
  - Die Wappen des Mecklenburger Adels.
  - Der Adel des Herzogthums Anhalt. 1869 (Digitalisat)
  - Der blühende Adel der Herzogthümer Schleswig-Holstein-Lauenburg.
  - Der Adel Deutsch-Lothringens. 1873 (Digitalisat)
  - Der luxemburgische Adel. 1871 (Digitalisat)
  - Der Adel der Fürstenthümer Lippe und Schaumburg-Lippe. 1872 (Digitalisat)